# Kanton Brossac
Der Kanton Brossac war bis 2015 ein französischer Wahlkreis im Département Charente und in der ehemaligen Region Poitou-Charentes. Er umfasste zwölf Gemeinden im Arrondissement Cognac; sein Hauptort (frz.: chef-lieu) war Brossac. Die landesweiten Änderungen in der Zusammensetzung der Kantone brachten im März 2015 seine Auflösung. Vertreter im conseil général des Départements war zuletzt für die Jahre 1994–2015 Marc Courjaud.

## Gemeinden
| Gemeinde                 | Einwohner Jahr | Fläche km² | Bevölkerungsdichte | Postleitzahl | Code INSEE |
| ------------------------ | -------------- | ---------- | ------------------ | ------------ | ---------- |
| Boisbreteau              | 131 (2013)     | –          | – Einw./km²        | 16480        | 16048      |
| Brossac                  | 507 (2013)     | –          | – Einw./km²        | 16480        | 16066      |
| Châtignac                | 187 (2013)     | –          | – Einw./km²        | 16480        | 16091      |
| Chillac                  | 200 (2013)     | –          | – Einw./km²        | 16480        | 16099      |
| Guizengeard              | 156 (2013)     | –          | – Einw./km²        | 16480        | 16161      |
| Oriolles                 | 283 (2013)     | –          | – Einw./km²        | 16480        | 16251      |
| Passirac                 | 231 (2013)     | –          | – Einw./km²        | 16480        | 16256      |
| Saint-Félix              | 121 (2013)     | –          | – Einw./km²        | 16480        | 16315      |
| Saint-Laurent-des-Combes | 96 (2013)      | –          | – Einw./km²        | 16480        | 16331      |
| Sainte-Souline           | 109 (2013)     | –          | – Einw./km²        | 16480        | 16354      |
| Saint-Vallier            | 143 (2013)     | –          | – Einw./km²        | 16480        | 16357      |
| Sauvignac                | 91 (2013)      | –          | – Einw./km²        | 16480        | 16365      |